# Deutsche Poolbillard-Meisterschaft 2000 (Senioren)
Die Deutsche Poolbillard-Meisterschaft 2000 war die 16. Austragung zur Ermittlung der nationalen Meistertitel der Senioren in der Billardvariante Poolbillard. Sie wurde in Willingen ausgetragen.
Es wurden die Deutschen Meister in den Disziplinen 14/1 endlos, 8-Ball, 9-Ball und 8-Ball-Pokal ermittelt.

## Medaillengewinner
| Disziplin    | Gold                          | Silber                                        | Bronze                                      | Bronze                                        |
| ------------ | ----------------------------- | --------------------------------------------- | ------------------------------------------- | --------------------------------------------- |
| 14/1 endlos  | Ralf Waschkewitz (Homburg)    | Günter Geisen (BC Oberhausen)                 | Karl Braun (PBC Phönix Düren)               | Santo Lia (PBC Köln Süd)                      |
| 8-Ball       | Günter Geisen (BC Oberhausen) | Bernd Woitanowski (PBF Mannheim-Ludwigshafen) | Santo Lia (PBC Köln Süd)                    | Harald Heller (PBC Listige Spitze Düsseldorf) |
| 9-Ball       | Karl Kress (BSV Dachau)       | Wolfgang Friedrich (Bf Duisburg)              | Dieter Sellbach (PBC Ballhunters Troisdorf) | Werner Kohnle (BSV Dachau)                    |
| 8-Ball-Pokal | Mario Brosch (Herne-Stamm)    | Santo Lia (PBC Köln Süd)                      | Hans Jörg Müller (Sonthofen)                | Jürgen Bailly (Duisburg)                      |

## Modus
Die 24 Spieler, die sich über die Landesmeisterschaften der Billard-Landesverbände qualifiziert haben, spielten zunächst im Doppel-KO-System. Ab dem Viertelfinale wurde im KO-System gespielt.